# Numbers (série télévisée)
Pour les articles homonymes, voir Numbers.
Numb3rs, ou La Loi des nombres au Québec et en Belgique francophone, est une série télévisée américaine en 118 épisodes de 42 minutes créée par Nicolas Falacci et Cheryl Heuton et diffusée du 23 janvier 2005 au 12 mars 2010 sur le réseau CBS et en simultané sur le réseau Global au Canada.
Au Québec, la série est diffusée à partir du 3 janvier 2006 sur Ztélé, en France, depuis le 14 avril 2006 sur M6 puis rediffusée à partir du 6 janvier 2014 sur 6ter. En Belgique, elle est diffusée sur RTL-TVI.
Dans le titre original de la série, la lettre « E » du mot « Numbers » est remplacée par un « 3 » ; il s'agit d'un procédé utilisé dans la graphie leet speak, qui permet de faire un clin d’œil à la thématique de la série.

## Synopsis
Agent du FBI, Don Eppes trouve une aide précieuse auprès de son frère Charlie, mathématicien de génie, pour résoudre les enquêtes les plus délicates. Le jeune homme utilise en effet les nombres pour analyser les crimes, révéler les tendances et tenter ainsi de prévoir les comportements.

## Distribution
- Rob Morrow (VF : Eric Aubrahn) : Don Eppes
- David Krumholtz (VF : Xavier Béja) : Charles « Charlie » Eppes
- Judd Hirsch (VF : Jean-Pierre Moulin) : Alan Eppes
- Alimi Ballard (VF : Jérôme Rebbot) : David Sinclair
- Navi Rawat (VF : Julie Dumas) : Amita Ramanujan
- Peter MacNicol (VF : Denis Boileau) : Lawrence « Larry » Fleinhardt
- Dylan Bruno (VF : Nessym Guetat) : Colby Granger (saisons 2 à 6)
- Lou Diamond Phillips (VF : Marc Saez) : Agent Ian Edgerton (récurrence à travers la série)
- Aya Sumika (VF : Virginie Mery) : Liz Warner (récurrente saisons 3 et 4, principale saisons 5 et 6)
- Sabrina Lloyd (VF : Barbara Tissier) : Terry Lake (saison 1)
- Diane Farr (VF : Rafaele Moutier) : Megan Reeves (saisons 2 à 4)
- Sophina Brown (VF : Hélène Chanson) : Nikki Betancourt (saisons 5 et 6)
- Kathy Najimy (VF : Marion Game) : Dr. Mildred Finch (saison 3)

Version française
- Société de doublage : Libra Films[2],[3]
- Direction artistique : Catherine Le Lann[2]
- Adaptation des dialogues : Joëlle Martrenchard[2]

Sources VF : Doublage Séries Database et RS Doublage

## Univers de la série

### Personnages
- Don Eppes : Donald (« Don ») est le meilleur agent du FBI, dont il dirige de la division des crimes violents. Il est calme, intelligent et réfléchi, mais n'hésite pas à demander à son frère de prévoir les actes de ceux qu'ils recherchent. À force de faire appel à son frère, Don finit par comprendre lui-même les analyses de Charlie, sans qu'il ait besoin de demander des explications. 
Don est en couple avec Liz Warner mais, alors que leur relation bat de l'aile, Liz apprend qu'il avait une liaison avec Léa, une jeune femme qu'il a rencontrée il y a quelques années et le couple se brise (au début de la quatrième saison). Don a en effet du mal à concilier travail et amour, même si son père lui dira que c'est au travail que la plupart des gens se rencontrent. Il finit par avoir une seconde histoire avec Robin, une assistante du procureur et ils finissent par officialiser leur relation. À la suite d'une affaire sur un tableau volé par les nazis à une famille juive[4], Don se pose des questions sur sa famille et reprend les recherches d'une cousine de sa mère ayant passée le restant de sa vie à tenter de retrouver les membres de sa famille. À la suite du mariage de Charlie et de son départ pour enseigner pendant un semestre, il demande Robin en mariage et accepte le poste de directeur des opérations et donnera son aval pour que Larry remplace Charlie pendant son absence.

- Charlie Eppes : Charles (« Charlie ») Edward Eppes est un mathématicien de génie qui aide son frère Don à prévoir et à analyser les comportements de criminels, lorsque celui-ci fait chou blanc. Il doit souvent expliquer par des exemples, car pour Don et son équipe, les mots « matrice », « flux prévisionnel » et « algorithme » sont inconnus.
Charlie devient par la suite professeur à l'université. Il est de temps en temps aidé par Amita Ramanujan, sa fiancée, et Larry Fleinhardt, physicien et astronome de renom, son meilleur ami et également ancien professeur. Charlie écrira même un livre qui, peu de temps après sa publication, fera un tabac énorme et sera dans le Top 100 des best-sellers (Charlie enchaînera séances de dédicaces, interviews et reportages durant quelques mois). En effet, il permet de Trouver l'amour en équation. À la suite de son mariage, il quitte Los Angeles pour Cambridge avec Amita pour enseigner pendant un semestre.

- Alan Eppes : Alan Eppes, père de Don et de Charlie, est ingénieur en bâtiment et architecte, ce qui lui permet quelquefois d'intervenir dans les enquêtes de Don. Sa femme est morte un an avant le début de la saison 1. Il a une grande passion pour les échecs. Alan est très intelligent et calme ; dons manifestement transmis à ses deux fils.

- Larry Fleinhardt : Larry Fleinhardt, meilleur ami et ancien professeur de Charlie, est astrophysicien. En écrivant un article dans un magazine de presse scientifique, il est sélectionné pour faire un voyage spatial en orbite autour de la Terre. Il ne réussit pas le test, mais parvient quand même à faire le voyage car le physicien retenu fut placé en quarantaine médicale. Il fit une retraite spirituelle dans un monastère bouddhique.
Larry a eu une liaison amoureuse avec Megan Reeves, agent de l'équipe de Don. Son père était peintre mais ils ne s'entendaient pas parce que son père souhaitait qu'il porte le même regard que lui sur le monde [5]. Après son exil dans le désert de Mojaves, il décide de redevenir professeur à la fac et de changer son orientation scientifique. Le mariage de Charlie et son départ le poussera à demander à Don le statut de consultant qui était attribué à Charlie. Outre le statut il récupèrera le bureau de Charlie et un de ses protégés (Otto Bahnoff) pour l'aider avec le FBI. Il travaillera avec la nouvelle équipe (Liz, Colby et Nikki).

- David Sinclair : David Sinclair est l'un des agents qui travaillent avec Don. Il a un don en ce qui concerne les poursuites à pied de malfaiteurs. David travaille souvent avec Colby Granger, qui est son meilleur ami (ils forment un duo de choc). 
 On apprend qu'il est admirateur de bandes dessinées dans la saison 4 (épisode Fan de B.D.) et n'hésite pas à démontrer ses super-pouvoirs en aplatissant un faussaire en sautant de plus de quatre mètres, ce qui permet de sauver Don d'une mort certaine. Il quitte le bureau de L.A. grâce à Don qui l'a recommandé pour une promotion de chef d'équipe à Washington.

- Amita Ramanujan : Amita est mathématicienne. Elle aide Charlie, son fiancé, lorsqu'il a un problème dans ses recherches. D'origine indienne, ses parents sont très traditionalistes, Amita hésite donc à leur présenter Charlie. Quand elle leur présente, ceux-ci invitent à leur repas un ancien ami d'Amita pour essayer de la rendre amoureuse, mais cette tentative échoue car l'ami en question est homosexuel. Charlie devient quand même jaloux jusqu'à ce qu'Amita lui explique. Les parents de Amita viennent ensuite s'excuser auprès de Charlie. Celui-ci les excuse quand ils disent « Nous ne connaissions pas Charlie quand on a fait venir ton ami, nous ne savions pas à quel point c'était un homme remarquable ».
Amita joue à Primacy, un jeu de rôle massivement multijoueurs, depuis qu'elle a 19 ans avec un groupe de cyber-copains. Elle est d'ailleurs très forte, puisque grâce à elle, Don arrive à remonter la piste d'un joueur criminel, qui tue dans le monde réel pour obtenir la clé Primal, qui vaut un million de dollars américains. À la suite du mariage, elle quitte Los Angeles pour Cambridge avec Charlie pour enseigner pendant un semestre. Son nom est une référence au célèbre mathématicien indien Srinivasa Ramanujan.

- Colby Granger : Colby Granger est un agent de l'équipe de Don. Il a été en Afghanistan, où son ami Dwain Carter lui sauva la vie. Toutefois, Colby n'hésitera pas à dénoncer son ami qui est un agent double[6]. 
Colby est lié d'amitié avec David, mais leur relation très forte va s'effriter lorsqu'un vieil agent du MI6 dénonce les traîtres de tous les pays du monde dans l'épisode de la liste de Janus[7]. Parmi eux, un certain « Colby Granger, agent du FBI, à la solde des Chinois ». En réalité, Colby travaillait pour le contre-espionnage et devait se faire passer pour un traître. Leur amitié remonte petit à petit peu après. Nikki l'appelle la petite copine de Sinclair. Colby a l'air d'avoir beaucoup d'« affinité » envers Liz Warner, l'ex-petite amie de Don, et essaye de lui faire comprendre. Ils finissent par aller boire un coup ensemble et leur « relation » avance petit à petit. il formera la nouvelle équipe avec Nikki, Liz et Larry.

- Liz Warner : Liz Warner arrive à Los Angeles et essaie de s'intégrer dans l'équipe de Don. Comme tout le monde, elle a du mal à croire en Charlie, mais elle sera très vite convaincue. Elle est assez peu présente dans la série, car elle travaille dans deux bureaux. 
Elle a une relation avec Don, mais ils décident de rompre car cela devient compliqué. Elle formera la nouvelle équipe avec Granger, Nikki et Larry.

- Nicole Betancourt : Nicole (« Nikki ») est une ancienne flic de L.A. qui a rejoint l'équipe pour pallier le départ de Megan. C'est une tête brulée et un vrai bulldog, ce qui lui vaudra des problèmes pour s'intégrer, surtout avec Don. Elle adore se moquer de Colby auprès de David (elle l'appelle la petite amie de David). Elle deviendra la partenaire de Granger après la promotion à Washington de celui-ci. Elle formera la nouvelle équipe avec Granger, Liz et Larry. Elle a une aventure avec Ian Edgerton.

- Megan Reeves : Megan Reeves est un agent de l'équipe de Don spécialisée dans le profilage criminel : elle est comportementaliste et aide de nombreuses fois Don à trouver un criminel grâce à son profil. Elle est également un très bon agent de terrain. 
Elle entretient une relation amicale avec Larry, qui décrit souvent leur couple à travers des noms d'astres. Lors de l'affaire sur Buck Winters et Crystal ([8]), elle est prise en otage par Crystal qui lui tranche une artère au bras, l'équipe de Don arrive juste à temps pour l'emmener à l'hôpital et la sauver. Larry, qui sortait déjà avec elle à ce moment, a eu du mal à s'en remettre. Elle trouve Larry "merveilleux" [9].

- Ian Edgerton: Ian Edgerton est un agent qui vient assister régulièrement l'équipe de Don. Meilleur sniper du FBI, il est instructeur à temps partiel à Quantico. Outre ce poste d'instructeur, il est aussi le meilleur traqueur de fugitif du bureau, et a suffisamment de crédit auprès de la direction que pour avoir le droit de choisir ses propres affaires.
À sa première rencontre avec Charlie, les deux n'arrivent pas à se voir en peinture. En effet Ian ne jure que par l'expérience de terrain et trouve Charlie trop théoricien; Charlie de son côté, connaît les capacités données par les mathématiques et trouve Ian parfaitement condescendant, voire méprisant[10]. Cependant, les deux finissent par éprouver un respect mutuel pour les compétences de l'autre, au point que quand Ian sera accusé d'un meurtre qu'il n'a pas commis, et qu'il prendra Colby en otage, il exigera de voir Charlie, qu'il considère comme étant le seul à pouvoir l'aider à prouver son innocence [11].

## Commentaires
- Diffusée sur CBS entre janvier 2005 et mars 2010, où elle connaît un franc succès, cette série s'inspire de faits réels[réf. nécessaire].
- Parmi les producteurs de la série, outre Nicolas Falacci et Cheryl Heuton, on trouve les frères Ridley et Tony Scott via leur société Scott Free Productions.
- Les scénaristes sont aidés par de vrais mathématiciens (comme Eric W. Weisstein[12]) pour écrire leur scénario, de sorte que l'introduction des mathématiques dans une affaire relève du plausible, pour ne pas tomber dans de la science-fiction pure[13].